# Maurice Velge
Maurice baron Velge (Berchem, 1 december 1935 - Soissons, 4 oktober 2020) was een Belgisch ondernemer.

## Biografie
Maurice Velge was een zoon van Jules Velge, burgemeester van Brasschaat, en een kleinzoon van Leo Leander Bekaert, oprichter van metaalbedrijf Bekaert en burgemeester van Zwevegem. Hij was een neef van ondernemer en politicus Antoine Bekaert, ondernemer en politicus Léon Velge en Jean-Charles Velge, de laatste familiale CEO van Bekaert.
In 1961 trad hij in dienst van scheepsagentuur Grisar. Vijf jaar later ontstond Grisar & Velge. In 1973 richtte hij in de haven van Antwerpen expeditiebedrijf Polytra op, gespecialiseerd in transport van en naar Afrika. Hij was afgevaardigd bestuurder en voorzitter van het bedrijf, dat hij in 2018 aan de Zwitserse groep Fracht verkocht. Velge was ook grootaandeelhouder en voorzitter van Belgian New Fruit Wharf. Hij was tevens bestuurder van Bekaert, de Bank Brussel Lambert en de maritieme holding Conti7 en eigenaar van twee wijnkastelen in Saint-Estèphe in Frankrijk.
Velge was ook voorzitter van de vzw Antwerpen '93 in het kader van Antwerpen als culturele hoofdstad van Europa 1993 en voorzitter van AGHA, de belangenorganisatie van de Antwerpse haven. Hij was ook voorzitter van de politieke vereniging B+.
In 2016 werden aan de Universiteit Antwerpen en de Université catholique de Louvain twee leerstoelen naar hem genoemd.
Hij was gehuwd met Michèle van Praet d'Amerloo. Ze kregen drie zoons en een dochter. In 1994 werd hij in de erfelijke adel opgenomen met de titel jonkheer. In 2002 werd hij baron.